# Georg Aarland

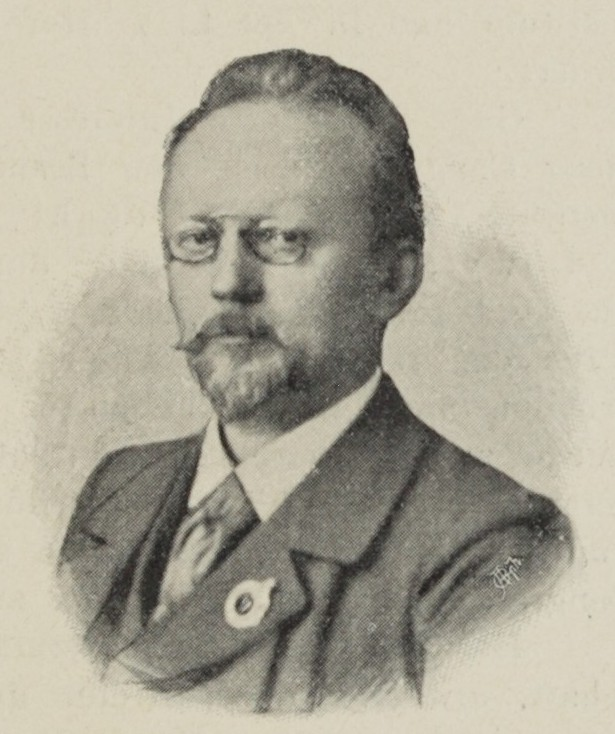
Georg Aarland, um 1898

Carl Wilhelm Georg Aarland (geboren 14. November 1849 in Leipzig; gestorben 8. März 1907 ebenda) war ein deutscher Chemiker und Hochschullehrer, Redakteur, sowie Unternehmer.

## Leben
Georg Aarland war ein Sohn des Xylographen und Inhabers einer xylographischen Anstalt Johann Carl Wilhelm Aarland und dessen Ehefrau Emma, geborene Dreßler.
Er durchlief das Moderne Gesammt-Gymnasium in Leipzig und studierte anschließend an der Universität Leipzig Chemie, an der er 1872 mit der Dissertation „Electrolyse der Itacon-Säure“ zum Dr. phil. promoviert wurde.
Am 22. Oktober 1874 heiratete er Helene, geborene Selter, Tochter des Kaufmannes Carl Selter und dessen Frau Amalie, geborene Knoche.

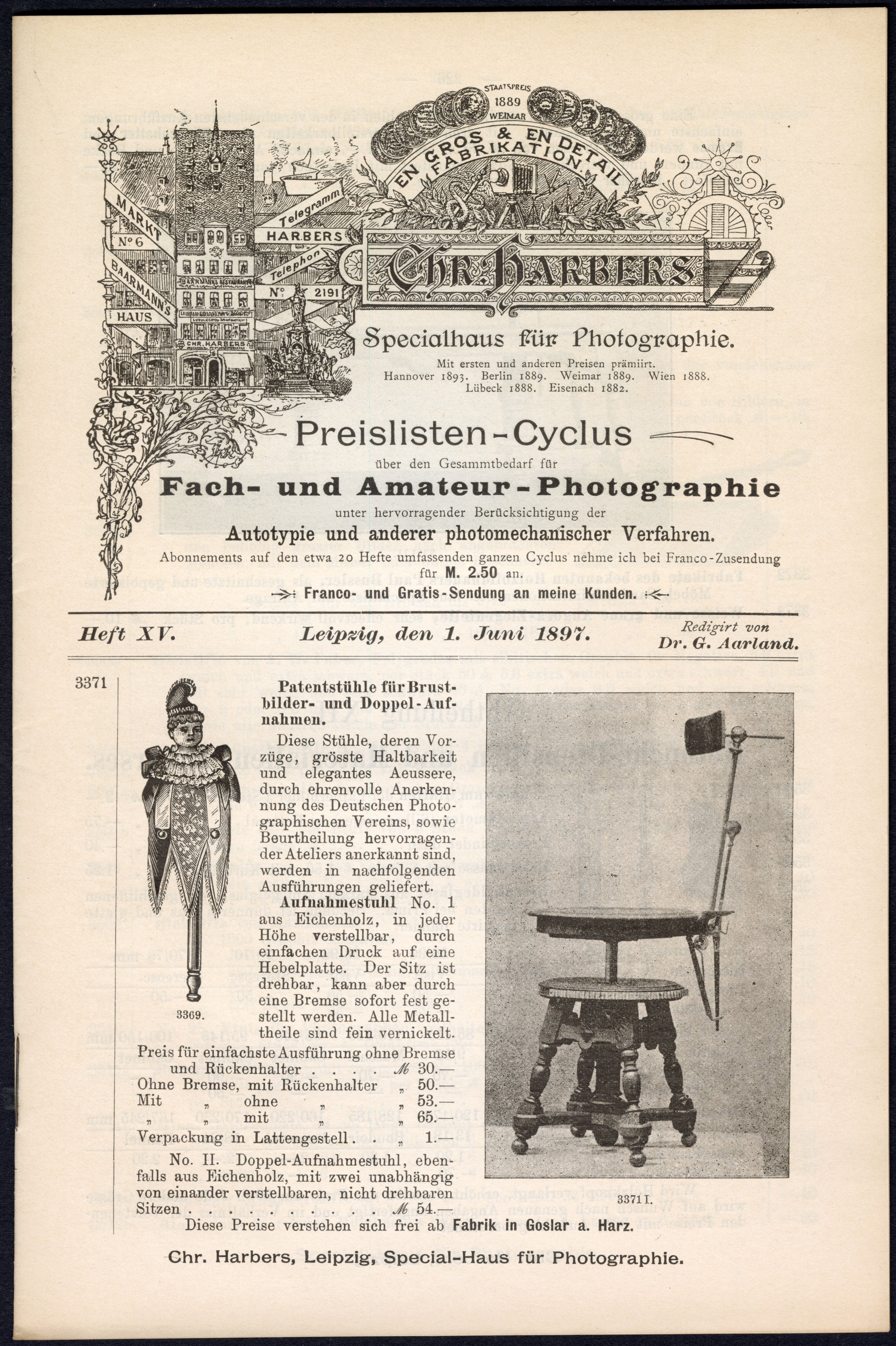
Titelblatt des ab 1896 von Aarland redigierten und von der Firma Chr. Harbers herausgegebenen Zeitschrift Preislisten-Cyclus über den Gesammtbedarf für Fach- und Amateur-Photographie;
Heft 15 vom 1. Juni 1897

Er lehrte in Leipzig als Professor an der Königlichen Akademie für graphische Künste und Buchgewerbe, an der er als Vorsteher die Abteilung für photographische Vervielfältigungsverfahren leitete.
Ab 1884 firmierte Aarland gemeinsam mit seinem Vater als Inhaber der Firma Wilh. Aarland & Sohn in Leipzig, deren Holzstiche er als einer der ersten Aussteller 1888 bei der Eröffnung des neuen Deutschen Buchhändlerhauses vorstellte.
Ab 1896 redigierte Georg Aarland den von der Firma Chr. Harbers in Leipzig herausgegebene Preislisten-Cyclus über den Gesammtbedarf für Fach- und Amateur-Photographie.

## Mitgliedschaften und Ehrungen
- Mitbegründer und Ehrenmitglied der Akademisch-Naturwissenschaftlicher Verein Leipzig[5]
- Gründungs- und Ehrenmitglied sowie Ehrenvorsitzender der Gesellschaft zur Pflege der Photographie Leipzig[5]
- Ehrenmitglied der Künstlervereinigung Akademia in Leipzig[5]
- Mitglied der Chemischen Gesellschaft Leipzig[5]

## Schriften
- Electrolyse der Itacon-Säure. Dissertation 1872 an der Universität Leipzig, Leipzig: Metzger & Wittig, 1872
- in Jahrbuch für Photographie und Reproduktionstechnik, Halle a. S.: Wilhelm Knapp:
  - Betrachtungen über Linien- und Kornraster, Bd. 10 (1896), S. 33–36 Digitalisat
  - Ueber Korn-Autotypie, Bd. 15 (1901), S. 144–145 Digitalisat
  - Der Dreifarbenbuchdruck, Bd. 16 (1902), S. 85–86 Digitalisat
  - Ueber Lichtfilter, Bd. 17 (1903), S. 95–97 Digitalisat
  - Ueber das Auftreten von Sternchen beim Aetzen von Photogravureplatten, Bd. 11 (1897), S. 55–56 Digitalisat
  - Ueber Korn-Autotypie, Bd.  1901, S. 144–145 Digitalisat
  - Spektrum oder Farbtafel, Bd. 19 (1905), S. 75–77 Digitalisat
  - Der Rautenraster von Schulze, Bd. 20 (1906), S. 116–118 Digitalisat
  - Bestimmung des Belichtungsverhältnisses für die Dreifarbenfilter, Bd. 21 (1907), 2. 69–71 Digitalisat
- Ermenegildo Antonio Donadini, Georg Aarland (Hrsg.): Die Grabdenkmäler der erlauchten Wettiner Fürsten in der kurfürstlichen Begräbniskapelle des Domes zu Meissen. Mit allerhöchster Genehmigung herausgegeben und zum 25-jährigen Regierungs-Jubiläum Sr. Majestät dem König Albert von Sachsen gewidmet von Hofrat ..., Leipzig: Druck von C. Grumbach, 1898
- Der Halbtonprozess. Ein praktisches Handbuch für Halbtonhochätzung auf Kupfer und Zink. Mit zahlreichen Abbildungen im Text und Kunstbeilagen; von Julius Verfasser. Autorisierte Uebersetzung aus dem Englischen von G. Aarland (= Enzyklopädie der Photographie, Heft 23), Halle/S.: Wilhelm Knapp, 1896
- Die Photographie im Jahre 1900, in: Zwanglose Abhandlungen aus dem Gebiete der medizinischen Photographie, Röntgoskopie, Röntgographie und der Lichtanwendung, Bd. 8, Heft 2) (= Internationale Medizinisch-photographische Monatsschrift), München: Seitz & Schauer, S. 52–66
- Georg Aarland, Felix Naumann: Der Kamera-Sport (= Bibliothek für Sport und Spiel Bd. 38), Leipzig u. a.: Grethlein, 1908

als Mitherausgeber:
- Wilhelm Spemann: Kunstlexikon. Ein Handbuch für Künstler und Kunstfreunde ... Herausgegeben unter Mitwirkung von Prof. Dr. G. Aarland, Max Bach, ... Dr. C. Wulff, Berlin; Stuttgart: W. Spemann, 1905

## Verkaufskatalog seiner Bibliothek
- Kunst und Kunstgewerbe. Malerei, Plastik, Architektur, Kunstgewerbe, künstlerische Photographie, darstellende Geometrie, Perspektive, illustrierte Bücher etc., enthaltend u. a. Teil der Bibliotheken der Professoren Frz. Reuleaux, Charlottenburg, C. W. G. Aarland, Leipzig (= Lager-Verzeichnis ... Nr. 316). Zentral-Stelle für Dissertationen und Programme Buchhandlung von Gustav Fock, Leipzig 1907